# Ehemaliges Reichsbankgebäude (Darmstadt)
Das ehemalige Reichsbankgebäude in Darmstadt, Kasinostraße 5, wurde 1903–1904 nach Entwurf der Architekten Curjel & Moser erbaut und steht als Kulturdenkmal unter Denkmalschutz.
In dem repräsentativen Bankgebäude war die örtliche Filiale der Reichsbank untergebracht, die Reichsbank-Stelle Darmstadt. Stilistisch gehört die Architektur des dreigeschossigen Gebäudes zum Jugendstil. Die Fassade aus hellgelbem Pfälzer Sandstein ist mit hochwertigen Steinmetzarbeiten in den Brüstungsfeldern des zweiten Obergeschosses und unterhalb des Kranzgesimses geschmückt, angefertigt nach Modellen des Karlsruher Bildhauers Wilhelm Sauer. Eine vertikale Gliederung der Fassade geschieht durch Lisenen mit angedeuteten Kapitellen. Über den repräsentativen Eingang gelangte man in das Treppenhaus und in die Kassenhalle im Erdgeschoss, die durch Rundbogenfenster Tageslicht erhielt. Das Gebäude wird von einem Mansarddach gedeckt.
Heute beherbergt das Gebäude im Erdgeschoss – mit separatem Eingang – eine Gaststätte (seit Februar 2025 geschlossen) und in den oberen Etagen Büros.